# Route européenne 87
Pour les articles homonymes, voir E87 et Route 87.
La route européenne 87 (E87) est une route reliant Odessa (Ukraine) à Antalya (Turquie).